# Katrine Williams
Katrine Pihl Williams (født i 1976 i København) er en dansk forfatter.
Hun er cand.comm. i Kommunikation med bifag i Dansk fra Roskilde Universitet i 2010.

## Inspiration
Stephanie Garber, Sarah J. Maas, J.K. Rowling, Stephenie Meyer, C.S. Lewis, Charlaine Harris, L.J. Smith, Lauren Kate, Becca Fitzpatrick